# Ferdinand von Hebra
Ferdinand von Hebra, alla nascita Ferdinand Karl Franz Schwarzmann (Brünn, 7 settembre 1816 – Vienna, 5 agosto 1880), è stato un dermatologo austriaco, caposcuola della Wiener Schule der Dermatologie (Scuola viennese di Dermatologia).

## Biografia
Nacque in Moravia, regione appartenente all'epoca all'Impero austriaco, da una relazione extraconiugale fra Johann Hebra, un militare austriaco, e Friederike Slawik Aloysia, una donna separata dal marito. I genitori si sposarono nel 1830, dopo che la donna era rimasta vedova; Ferdinand fu riconosciuto dal padre, ma poté portarne il cognome solo nel 1840, al raggiungimento della maggiore età. Assunse il prefisso nobiliare "von" nel 1877 dopo essere stato ordinato "Ritter" (cavaliere) da Francesco Giuseppe.
Studente in medicina all'Università di Vienna, Ferdinand Hebra subì l'influenza di Karl Rokitansky, uno dei fondatori della moderna anatomia patologica. Laureatosi nel 1841, si interessò di malattie della pelle di molte delle quali (per esempio, la scabbia) stabilì l'origine parassitaria. Il suo titolo di merito è stato l'aver messo in relazione le malattie della pelle con le lesioni anatomo patologiche. Medico al Wiener Allgemeinen Krankenhaus (Ospedale Generale di Vienna), da Privatdozent nel 1842 tenne un corso intitolato Systemen und Theorien in der Dermatologie (I sistemi e le teorie in dermatologia) e nel 1845 divenne professore ordinario all'Università di Vienna e caposcuola della moderna dermatologia. Fra i suoi allievi anche gli italiani Vincenzo Tanturri e Tommaso De Amicis. Sposatosi, ebbe sette figli, uno dei quali, Hans divenne anch'egli professore di dermatologia a Vienna, e Martha che sposò Moritz Kaposi.
Fra le sue opere più importanti:
- Atlas der Hautkrankheiten (Atlante delle malattie della pelle) del 1856
- Lehrbuch der Hautkrankheiten (Manuale delle malattie della pelle) scritto con Moritz Kaposi nel 1878